# Claude Allègre
Claude Jean Allègre (Paris, 31 de março de 1937 – 4 de janeiro de 2025) foi um político e geoquímico francês.

## Biografia
Fez seus estudos universitários na Universidade de Paris, onde se graduou em física e geologia, recebendo o título de doutorado em física em 1962.
Lecionou como assistente de física na Universidade de Paris de 1962 até 1968 antes de assumir o posto de assistente de física no  "Instituto de Física do Globo" de Paris. A partir de 1967 ocupou o cargo de diretor do programa de geoquímica e cosmoquímica no "Centro Nacional de Pesquisa Científica da França".  Em 1970, ocupou uma posição na "Universidade de Paris VII", que ainda mantém. De 1971 a 1976 foi diretor do "Departamento de Ciências da Terra", e de 1976 a 1986, diretor do  Instituto de Física do Globo. Em 1993 assumiu como membro da "Universidade Denis Diderot". Além disso, trabalhou em várias universidades e instituições dos Estados Unidos e Inglaterra.
Foi um dos primeiros geoquímicos a analisar as amostras das rochas lunares recolhidas pela missão Apollo, sendo um dos primeiros cientistas a medir a idade da Lua. É autor de uma centena de artigos e uma dezena de livros, a maioria sobre a evolução da Terra, usando especialmente evidências isotópicas.
Na política, como membro do Partido Socialista da França, foi conselheiro especial de Lionel Jospin no Ministério da Educação, de 1988 a 1992 e Ministro da Educação, Pesquisa e Tecnologia no gabinete de Jospin de junho de 1997 a março de 2000.
Foi responsável pelo lançamento e grande impulsionador da Declaração de Bolonha.
Foi membro eleito da Académie des Sciences desde 1995 e associado estrangeiro da Academia Nacional de Ciências dos Estados Unidos. Foi laureado com o Prêmio Crafoord em 1986 pela Academia Real das Ciências da Suécia, com o Prêmio V. M. Goldschmidt em 1986 pela Geochemical Society, com a Medalha Wollaston em 1987 pela Sociedade Geológica de Londres, com a Medalha de Ouro CNRS em 1994 e com a Medalha William Bowie em 1995 pela American Geophysical Union.
Morreu em 4 de janeiro de 2025, aos 87 anos.

## Obras
- Introduction à la géochimie (em colaboração com  G. Michard), 1973
- L'Écume de la Terre, Fayard, 1983
- Les Fureurs de la Terre, Odile Jacob, 1987
- De la pierre à l'étoile, Fayard, 1985
- Douze clés pour la géologie (entrevista com Émile Noël, Belin, 1987
- Économiser la planète, Fayard, 1990
- Introduction à une histoire naturelle, Fayard, 1992
- Écologie des villes, écologie des champs, Fayard, 1993
- L'âge des savoirs, Gallimard, 1993
- La défaite de Platon, Fayard, 1995
- Questions de France, Fayard, 1996
- Dieu face à la science, Fayard, 1997
- Toute vérité est bonne à dire, com Laurent Joffrin, Robert Laffont, 2000
- Vive l'École libre !, Fayard, 2000
- Les Audaces de la vérité, entrevista com Laurent Joffrin, edições Robert Laffont, 2001
- Histoires de Terre, Fayard, 2001
- Changer de politique, changer la politique, edições Aube 2002
- Galilée, Plon, 2002
- Un peu de science pour tout le monde, Fayard 2003
- Quand on sait tout, on ne prévoit rien, Fayard, 2004
- Géologie isotopique, edições Belin, 2005
- Dictionnaire amoureux de la science, Plon, outubro 2005
- Le défi du monde, com Denis Jeambar, Fayard, abril 2006
- Un peu plus de science pour tout le monde, edições Fayard 2006
- Ma vérité sur la planète,  2007
- "La défaite en chantant" Entrevista com Dominique de Montvalon, 2007